# Torre de les Aigües de Dos Rius
La Torre de las Aguas de Dos Ríos (en catalán: Torre de les Aigües de Dos Rius) es un edificio industrial de Barcelona protegido como Bien Cultural de Interés Local. Se ubica al Tibidabo.

## Descripción
Es una torre octogonal de 53 m de altura y 10 m de diámetro, construida con ladrillo visto y piedra natural. Cuenta con uno de los primeros ascensores eléctricos en su interior. Se sitúa sobre un gran pedestal cilíndrico y se empleaba para el suministro y almacenaje de agua potable. 
Después del pedestal, la torre se levanta en tres cuerpos. Los dos primeros serían los principales y el superior corona la torre con dos miradores de hierro forjado y una cúpula. En el cuerpo principal e inferior se repite el mismo motivo decorativo con pequeñas variaciones: a la parte inferior 8 pequeñas aperturas con arco de medio punto están enmarcadas a los laterales por pilastras y encima por una cornisa; en el nivel superior las ventanas tienen un ojo de buey arriba y dos arcos de medio punto ciegos sustentados por las pilastras adosadas que cierran todo el conjunto.

## Historia
La torre fue encargada por la Sociedad promotora del Tibidabo y se enmarca en el proceso de ofrecer nuevas construcciones y urbanizaciones a lo largo del camino de Vallvidrera. El edificio servía para almacenar y bombear las aguas de Dosríus al parque de Atracciones Tibidabo y a las torres residenciales. Con esta torre Josep Amargós ganó el primer premio del Concurso Anual de Edificios Artísticos de 1905. Fue el primer edificio visible en la silueta del Tibidabo desde bajo.